# المدينة القديمة بفاس
مدينة فاس القديمة تتكون من ثلاثة أجزاء رئيسية: البليدة، فاس البالي (عين علو) إضافة إلى فاس الجديد.
تعتبر المدينة القديمة من أعرق المدن في العالم، فقد تأسست لأزيد من 1200 سنة.

## فاس البالي
تأسس سنة 182 هجري/ ، على يد إدريس الأول. خلال القرن الثامن ميلادي ، يتكون فاس البالي من عدوتين القرويين والأندلس.
في سنة 818م استقرت على الضفة اليمنى لوادي فاس المئات من العائلات المسلمة واليهودية الفارة من الأندلس والتي حلت على هذه المدينة الحديثة التأسيس بعد حادثة الانقلاب على الخليفة الأموي في الأندلس، وسميت بـعدوة الأندلس أو فاس الأصلي. التي تخترقها ست أبواب ومسجد جامع، وبعد مُضِيّ 7 سنوات، حلت 300 عائلة قيروانية على الضفة الأخرى، فسميت بعدوة القرويين أو العالية التي تعود إلى عهد إدريس الثاني.
بنى الأمازيغ فاس بهندستها نقلا عن المناطق المجاورة الامازيغية. القبائل الامازيغية شيدت معلمات تاريخية عبر العصور. بعض البنايات الموجودة في فاس هي حديثة العهد لان كان هناك زلزال قد ضربها في القرون الماضية وعند اعادة بنائها تم اضافة تلك النقوش والفنون المعمارية الامازيغية. لم يكن للعرب في كل المشرب علوم او تقنيات البناء الموجودة في المغرب. من أهم المآثر التي تشتهر بها المدينة القديمة بفاس هناك جامعة القرويين التي تعتبر أقدم جامعة ما زالت تعمل إلى اليوم، والمدرسة البوعنانية التي بنيت ما بين عامي 1350م و1355م والتي تعد واحدة من أهم الوجهات السياحية في فاس.

### أسوار فاس البالي
تندرج الأسوار المحيطة بفاس البالي إلى فترة حكم الناصر الموحدي (1199-1213م). لكن الأبواب التي تخترقها تحمل أغلبها أسماء تعود إلى فترة حكم الأدارسة والزناتيين (باب الفتوح، باب الكيسة، باب الحمرة، باب الجديد، وباب بوجلود الذي يعد من أهم أسوار المدينة، ومدخلا رئيسيا لها، حيث موقعه في الجهة الشمالية الغربية للمدينة بالقرب من المحطة الطرقية، وهو نموذج للآثار المغربية التي قاومت عوامل الطبيعة منذ أحقاب. 

### أحياء فاس البالي
تتألف المدينة القديمة لفاس من الأحياء السكنية التالية:
- الرصيف (فاس)
- البطحاء (فاس)
- المخفية
- الجنانات
- الطالعة الكبرى و الصغرى
- العيون (فاس)
- عين أزليطن
- قصبة النوار
- القرويين (فاس)
- جنان بوطاعة
- دار التازي
- زقاق الرمان
- القطانين
- الكدان
- الفخارين
- رأس الجنان
- حي باب فتوح
- حي رأس الزاوية
- العطارين
- الديوان (فاس)
- الشماعين
- السبيطريين
- باب السنسلة
- الخراشفيين
- النخالين
- الحدادين
- اللمطيين

### المدابغ التقليدية
تستأثر مدابغ الجلد والصوف التقليدية باهتمام كل الزوار وتتمركز النشاط الاقتصادي التقليدي. أهم المدابغ التي تم ترميمها سنة 2016 هي:
- مدبغة عين أزليتن عن عصر الأدارسة (القرن 9)
- مدبغة سيدي موسى عن عصر الأدارسة (القرن 9م)
- مدبغة شوارة ترجع للعصر السعدي (القرن 16م)[9]